# 치차 아마따야꾼
치차 아마따야꾼(태국어: ชิชา อมาตยกุล, 1993년 8월 5일~)은 태국의 배우, 가수, 모델이다. 본명은 깐야위 품시리돈(태국어: กัลยวีร์ ภูมิสิริดล)으로 걸 그룹 키스 미 파이브의 멤버로 활동했다.

## 출연 작품

### 텔레비전
- 그녀의 이름은 난노 (2018-현재) - 난노 역
- 더 서펀트 (2021) - 수다 롬옌 역